# Kronika Akáša
Kronika Akáša, Akášické Kroniky, též Akášické Záznamy je teosofický esoterický a antroposofický termín popisující mystické poznání zakódované v nefyzické sféře bytí. Neexistuje žádný vědecký důkaz o platnosti Akášických Záznamů.
V náboženství theosofie a filozofické škole zvané antroposofie je kronika Akáša souhrnem všech univerzálních událostí, myšlenek, slov, emocí a záměrů, které se kdy vyskytly v minulosti, přítomnosti nebo budoucnosti, pokud jde o všechny entity a formy života, nejen lidské. Teosofové věří, že jsou zakódovány v nefyzické rovině existence známé jako mentální rovina. Existují neoficiální zprávy, ale žádné vědecké důkazy o existenci akášických záznamů.
Ákáša (ākāśa आकाश) je sanskrtské slovo pro „éter“, „nebe“ nebo „atmosféru“.

## Historie

### Theosofická společnost
Sanskrtský termín akasha byl zaveden do jazyka theosofie prostřednictvím Heleny Blavatské (1831–1891), která jej charakterizovala jako druh životní síly; odkazovala také na „nezničitelné tabulky astrálního světla“ zaznamenávající minulost i budoucnost lidského myšlení a jednání, ale nepoužila výraz „akášický“. Pojem akášického záznamu dále rozšířil Alfred Percy Sinnett ve své knize Esoterický buddhismus (1883), když cituje Buddhistický katechismus (1881) Henryho Steela Olcotta. Olcott psal: „Buddha učil dvě věci jsou věčné, totiž „Akáša“ a „Nirvana“: vše vyšlo z Akášy v poslušnosti zákonu pohybu, který je tomu vlastní, a pomíjí. Žádná věc nikdy nevzejde z ničeho.“
V Jasnozřivosti Charlese Webstera Leadbeatera (1899) bylo spojení termínu s myšlenkou kompletní a Leadbeater identifikoval Akášické záznamy jako něco, co by jasnovidec mohl číst. V knize Man: Wherece, How and Where 1913 C. W. Leadbeater tvrdí, že zaznamenává historii Atlantidy a dalších civilizací, stejně jako budoucí společnosti Země ve 28. století.
Alice A. Bailey ve své knize Světlo duše o Pataňdžaliho jógových sútrách – kniha 3 – dosažená unie a její výsledky (1927):
Akášické Záznamy jsou jako nesmírný fotografický film, zachycující všechny touhy a pozemské zkušenosti naší planety. Ti, kteří to vnímají, uvidí na nich obraz: životní zkušenosti každé lidské bytosti od počátku, reakce na zkušenost celé živočišné říše, agregace myšlenkových forem karmické povahy (založené na přání) každé lidské jednotky po celou dobu. Pouze vyškolený okultista může rozlišovat mezi skutečnou zkušeností a těmi astrálními obrazy vytvořenými představivostí a horlivou touhou.

### Rudolf Steiner
Rakouský teosof a pozdější zakladatel antroposofie Rudolf Steiner používal koncept Akášických záznamů především v sérii článků ve svém časopise Lucifer-Gnosis z let 1904 až 1908, kde psal o Atlantidě a Lemurii, tématech souvisejících s jejich údajnou historií a civilizací. Kromě toho tento termín použil v názvu přednášek o Pátém Evangeliu konaných v letech 1913 a 1914, krátce po založení Antroposofické společnosti a Steinerově vyloučení z Theosofické společnosti v Adyaru.

### Jiné
Edgar Cayce tvrdil, že má přístup k Akášickým Záznamům.